# Adrian Zahra
Adrian Zahra (* 24. September 1990 in Melbourne) ist ein australisch-italienischer Fußballspieler.

## Karriere
Zahra, der maltesische und italienische Vorfahren hat, kam im Alter von 15 Jahren in den Nachwuchsbereich der Melbourne Knights, für die er ab 2007 auch im Erwachsenenbereich in der Victorian Premier League zum Einsatz kam. 2009 wurde er für eine Spielzeit an Western Suburbs verliehen, die in der zweithöchsten Staatsliga spielten. Seinen Durchbruch erlebte der schnelle Flügelspieler 2010, als er in allen Ligaspielen der Knights eingesetzt wurde, am Saisonende den dritten Platz in der Wahl zum Spieler der Saison belegte und zudem als bester U-21-Spieler der VPL ausgezeichnet wurde. Im September 2010 erhielt er einen Kurzzeitvertrag beim A-League-Klub Melbourne Heart, bei dem er bereits in der Saisonvorbereitung mittrainiert hatte, und etablierte sich dort umgehend auf der rechten Außenbahn. Seinem Profidebüt am 8. Oktober 2010 im Derby gegen Melbourne Victory folgten 18 weitere Einsätze und zwei Tore in den folgenden Monaten, Ende Dezember 2010 unterzeichnete er einen Vertrag bis 2013.
In einem weiteren Derby gegen Melbourne Victory am 22. Januar 2011 wurde seine Karriere jäh unterbrochen, als er in der 79. Minute von Victorys Kapitän Kevin Muscat brutal gefoult wurde. Zahra wurde von Muscat mit einer Grätsche auf Höhe des rechte Knies getroffen und zog sich dabei eine schwere Knieverletzung zu, die eine Operation erforderte. Er verpasste aufgrund der Verletzung einen Großteil der Saison 2011/12, in der er erst wieder gegen Saisonende auf den Platz zurückkehrte und für das Nachwuchsteam in der National Youth League zum Einsatz kam. Im August 2012 bat er den Klub um vorzeitige Auflösung seines Vertrags, um beim Ligakonkurrenten Perth Glory einen Neuanfang starten zu können. Bei Perth kam Zahra in den folgenden beiden Spielzeiten weder unter Ian Ferguson, noch unter Alistair Edwards oder Kenny Lowe über die Rolle des Ergänzungsspielers hinaus und verließ den Klub mit Ablauf seines Vertrags im Mai 2014.
Mitte 2014 wechselte Zahra nach Malta zum amtierenden Meister FC Valletta, sein dortiger Vertrag wurde nach nur vier Ligaeinsätzen bereits Anfang Dezember wieder aufgelöst. Zahra galt in der Maltese Premier League als ausländischer Spieler, da er keinen maltesischen, sondern nur einen italienischen Pass besaß.